# Etna forrópont

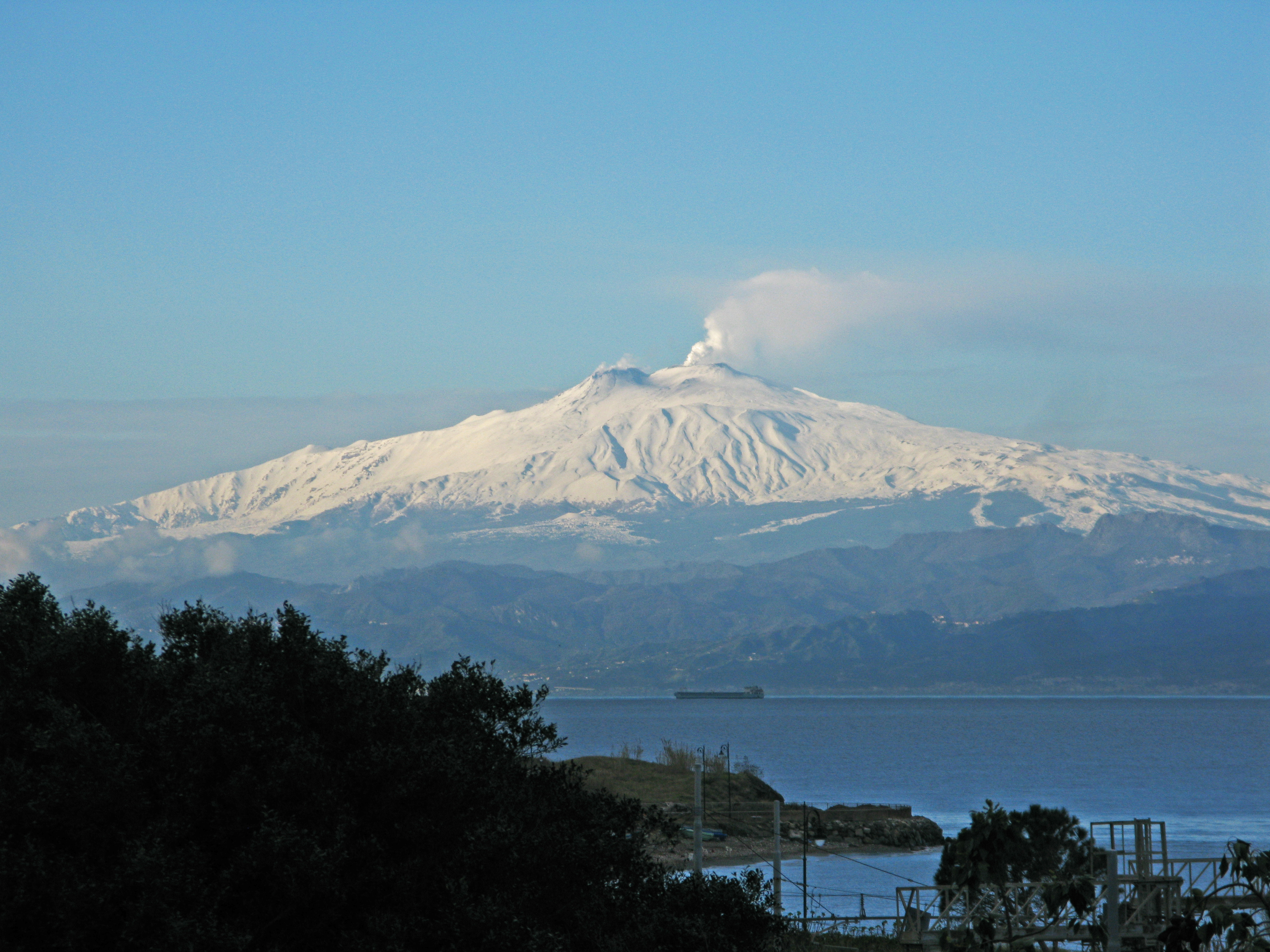
A forrópont által létrehozott vulkán

Az Etna forrópont az Etna tűzhányó alatt lévő köpenyfeláramlás neve. Egyike a legaktívabb forrópontoknak, a felette lévő vulkán gyakran tör ki. Maga a vulkán sokáig rejtélynek számított, ugyanis, bár közel van az Ión lemez alábukási ívéhez, Szicília szigetén nincs geológiai nyoma szubdukciós vulkanizmusnak.

## Felfedezése
Elsőként 1996-ban Tanguy feltételezte, hogy az Etna alatt a szokványos alábukás helyett egy köpenyfeláramlási zóna van. C. Chiarabba és munkatársai kimutatták, hogy az Etna alatti anyagmozgás nagymértékben hasonlít más forróponti vulkánokéhoz.
Ennek kissé ellentmond, hogy az Etna környékén több törés is található, azonban a Földközi-tenger medencéje geológiailag rendkívül komplex, így a törések jelenléte lehet akár véletlen egybeesés is. Schellart ugyanakkor alternatívaként dekompressziós olvadási hipotézist állított fel.
P. Schiano és társai az Etna lávájának vizsgálata alapján feltételezik, hogy a Jón-lemez délre haladásával a vulkanizmus a forrópontitól a szubdukciós felé tart. Ez magyarázatot adhat több szokatlan jelenségre az Etnával kapcsolatban.
A forróponti működést támasztja alá az Etna bazaltos lávája és a kalderaképződés is.